# 고티에 생자부아
고티에 생자부아(프랑스어:Gautier Sans-Avoir) 또는 무일푼의 발터(영어, 독일어:Walter Sans Avoir)는 11세기 후반 프랑스 북부출신의 기사로써 군중십자군의 지도자 중 한 명이다.
그의 출신지 및 경력은 명확하지 않다. 노쟝의 기베르(Guibert de Nogent)에 의하면 센강을 건너는 곳에서 태어났고, 포아시(Poissy)의 영주 고티에의 친척으로 프랑스 북부의 보아시생자부아(Boissy-sans-Avoir; 현재 이블린) 도시의 영주라고 추측된다. 은자 피에르와 더불어, 제1차 십자군에 앞서 군중 십자군의 순례자들을 이끌고 프랑스에서 성지 예루살렘을 향했다.
로마 교황 우르바노 2세는 1095년 11월 클레르몽 공의회에서 설교를 통해 무슬림이 지배하는 예루살렘에 대한 군대의 파견과 그리스도교도에 의한 탈환을 호소했다. 예루살렘으로 간다면 죄를 용서해준다는 설교에 대해 서구의 서민 및 제후들은 열광했다.
프랑스 각지의 영주 및 기사들이 준비를 갖추는 동안, 은자 피에르는 열광하는 서민들을 이끌고 프랑스를 출발해 1096년 4월 12일 쾰른에 집합했는데, 그중에는 고티에도 있었다. 쾰른에서 독일인들과 합류를 기다리던 은자 피에르에 대해 고티에는 출발이 늦어지는 것을 견디지 못하는 사람들과 더불어 4월 15일 쾰른을 출발했다.
고티에의 선발대는 신성로마제국, 헝가리 왕국, 불가리아(비잔티움 제국령)을 횡단했다. 독일과 헝가리에서는 아무일도 없이 통과했던 그들은 헝가리와 비잔티움 제국의 경계선에 해당하는 제문과 베오그라드에서 약탈행위를 벌였고, 곧이어 보복을 받았다.
고티에 일행은 동로마 제국군의 선도에 의해 7월 20일 콘스탄티노폴리스에 도착해 은자 피에르의 본대와 합류했다.
동로마 제국 황제 알렉시우스 1세 콤네누스는 수도 근처에 모이면 시민과의 알력이 일어날 것이라 예상하고, 군중 십자군에게 보스포로스 해협을 건너게 했다. 일행은 얼마안가 내분이 일어나 분열하고, 은자 피에르는 일행에게 자제를 촉구했지만 일행은 소아시아에서 약탈 및 룸 술탄국과의 교전을 벌였다.
1096년 10월 셀주크 제국군 복병의 기습으로 니케아 근교에서 군중십자군이 궤멸되어 전사했다.
훗날 고티에는 명예, 용기, 겸손 등을 상징하는 인물로 성전 기사단의 규범이 되었다.